# Сант-Анджело-Ле-Фратте
Сант-Анджело-Ле-Фратте (італ. Sant'Angelo Le Fratte) — муніципалітет в Італії, у регіоні Базиліката, провінція Потенца.
Сант-Анджело-Ле-Фратте розташований на відстані близько 300 км на південний схід від Рима, 23 км на південний захід від Потенци.
Населення — 1444 особи (2014).
Щорічний фестиваль відбувається 29 вересня. Покровитель — святий Архангел Михаїл.

## Демографія
Населення за роками:

Станом на 1 січня 2023 року в муніципалітеті офіційно проживало 58 іноземців з 14 країн, серед них 29 громадян країн Євросоюзу та 2 громадяни України.

## Сусідні муніципалітети
- Брієнца
- Каджано
- Полла
- Сатріано-ді-Луканія
- Савоя-ді-Луканія
- Тіто